# Neopataecus
Neopataecus is een monotypisch geslacht van straalvinnige vissen uit de familie van indianenvissen (Pataecidae).

## Soort
- Neopataecus waterhousii (Castelnau, 1872)